# Huda Sha'arawi
Huda Sha'arawi (o Hoda Shaarawi) (en árabe: هدى شعراوي , Hudá Sha‘arāwī), nacida Nur al-Huda Sultan (Menia, 23 de junio de 1879 – El Cairo, 12 de diciembre de 1947) fue una activista feminista y nacionalista egipcia, considerada una de las pioneras del movimiento feminista egipcio y árabe. En 1923 fundó la Unión Feminista Egipcia. Una de sus acciones más conocida y simbólica tuvo lugar en 1923 cuando decidió quitarse públicamente el velo ante centenares de mujeres que habían ido a recibirla a la estación central de El Cairo tras asistir a un congreso feminista en Europa.

## Infancia y matrimonio
Huda Sha'arawi nació con el nombre de Nur al-Huda Sultan en el seno de una familia acomodada de Menia, Egipto, en 1879. Fue hija de Sultan Pasha, de origen turco y primer presidente del Consejo Representativo Egipcio, y de una circasiana llamada Iqbal Hanim. 
Sha'arawi pasó su niñez y juventud recluida en un harén egipcio de clase alta. Allí aprendió el Corán de memoria, ya que no tenía autorización para recibir clases de lengua árabe. La propia Huda narró su infancia y juventud en su autobiografía Años de Harén: Memorias de una Feminista egipcia, 1879-1924.
A la edad de trece años fue casada con su primo Ali Pasha Sha'arawi, un político miembro del partido laico y liberal Al-Wafd, treinta años mayor que Huda, que ya tenía dos hijas mayores que ella. Huda se divorció en 1892 apenas 15 meses después del enlace, al conocer que su marido estaba esperando un hijo con su "esclava-concubina", una joven que trabajaba en el servicio del hogar de la casa de la suegra de Huda. La separación de su marido le proporcionó tiempo para obtener una amplia educación, así como un deseo inesperado de independencia. En este periodo aprendió a leer el Corán y recibió formación en idioma árabe y turco y en temas islámicos por parte de profesores musulmanes de El Cairo. Sha'arawi también escribió poesía en árabe y francés, retomó las clases de piano y contrató un nuevo tutor de pintura. Durante los siete años que pasó alejada de su marido disfrutó de un tiempo "para nuevas experiencias y para crecer hacia la edad adulta". Además, durante este tiempo se hizo amiga de Eugénie Le Brun, quien la marcará profundamente y la iniciará en sociedad al llevarla a las reuniones de mujeres en el Salón.    
A los veintiún años decidió volver con Ali Sha'arawi, quien acabó asociando a Huda a su combate contra el protectorado británico en Egipto. De su unión nacieron su hija Bathna y su hijo Muhammad. Huda pasó varios años de su vida dedicándose exclusivamente a cuidar de Bathna, quien había nacido enferma.

## Compromiso nacionalista y feminista

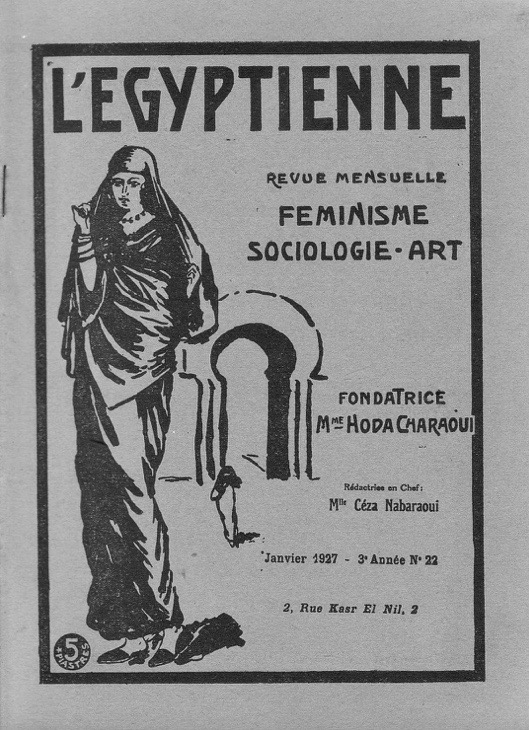
Portada de L'Égyptienne, 1927.

En 1908, Huda entabló relación con Marguerite Clement, una intelectual francesa, y consiguió el apoyo de la princesa Ain al-Hayat para celebrar el primer coloquio por y para mujeres en la Universidad de El Cairo. Tras el éxito de esta primera ponencia, Huda consiguió que la Universidad reservase una sala exclusiva para las mujeres todos los viernes.  
Huda Sha'arawi fundó en 1909 un consultorio al que acompañaba una escuela especializada en la enseñanza de la puericultura e higiene doméstica. Se trató de la Mabarrat Muhammad Ali al-Kabir (المبرات محمد علي الكبير), una institución apadrinada por un grupo de mujeres pertenecientes a la alta sociedad egipcia cuyo objetivo inicial era frenar la alta mortalidad infantil que amenazaba a Egipto. 
El proyecto alcanzó un gran éxito y en 1919, en plena agitación nacionalista en la que la propia Huda ayudó a dirigir la primera manifestación callejera de mujeres durante la Revolución egipcia, el mismo grupo de mujeres de la Mabarrat Muhammad Ali al-Kabir fundó en un barrio popular de El Cairo la Sociedad de la Nueva Mujer, un asociación que tenía como objetivo prioritario la alfabetización de las mujeres jóvenes pobres e inculcarles nociones generales y de higiene. 
Tras la Primera Guerra Mundial, su marido participó en la creación del Wafd, un partido nacionalista que militaba por la independencia egipcia frente al Reino Unido. Ella llegó a comprometerse con el combate nacionalista, principalmente a través de la organización de varias manifestaciones. Entre las más importantes destaca la marcha de mujeres del 16 de marzo de 1919; en la que Huda llegó a enfrentarse a los soldados británicos y las mujeres permanecieron tres horas de pie bajo el sol de El Cairo. Huda también tuvo un importante papel en el asociacionismo, cediendo su propia casa para reuniones organizativas de mujeres. Es Sha'arawi quien crea en enero de 1920 el Comité Central de Mujeres del Wafd, del que fue elegida presidenta. 
En 1923, Huda Sha'arawi fundó la Unión Feminista Egipcia, para la defensa de los derechos de las mujeres, entre los que destacaban reivindicaciones como facilitar el acceso a la universidad y la función pública; pero también cuestiones relativas al velo, el divorcio o la poligamia. Ese mismo año, tras la muerte de su marido (1922), Huda protagonizó el gesto que la dio a conocer internacionalmente y por el que aún hoy es recordada como uno de los mayores símbolos del feminismo árabe. Al llegar a la estación de El Cairo, procedente de un congreso de la Alianza Internacional de Mujeres en Roma, Sha'arawi decidió no ponerse nuevamente el velo del que se había desprendido durante el viaje para seguir su lucha política "a cara descubierta". Tras la sorpresa inicial ante este acto, otras mujeres allí presentes comenzaron a despojarse también de sus velos. En 1924, después de que el gobierno Wafd ignorase sus demandas nacionalistas y feministas, dimitió de su cargo en el Comité Central de Mujeres.  
Años más tarde, la Unión Feminista Egipcia lanzó una revista bimensual en lengua árabe, L'Égyptienne (Al-Misriyah), donde Huda pudo desarrollar su labor como activista y como periodista junto a su mejor amiga, Céza Nabaraoui, redactora jefe de la publicación. Es en este periodo en el que el compromiso político de Huda tornó desde un nacionalismo egipcio hacia un nacionalismo árabe. A partir de este momento, Sha'arawi utilizó su revista para defender la teoría panarabista y la causa palestina, con un vocabulario de tendencia islámica.
El compromiso político de Huda Sha'arawi estuvo siempre unido a la causa palestina. Después de la Gran Revuelta Árabe en Palestina, la feminista egipcia dio su apoyo a la Asociación de Mujeres Árabes de Jerusalén y trató de obtener una condena internacional de la Declaración Balfour y el apoyo del primer ministro egipcio a la causa palestina. En 1938 lideró la Conferencia de Mujeres de Oriente, en la que también participó la feminista palestina Tarab Abd al-Hadi, que condenaba la política británica y las prácticas sionistas en Palestina.  
En 1944 tuvo lugar en El Cairo la celebración del primer Congreso Feminista Árabe que asociaba el feminismo y el nacionalismo árabe, organizado por la propia Sha'arawi. En 1945, fue presidenta y fundadora de la Unión Feminista Árabe.

## Legado

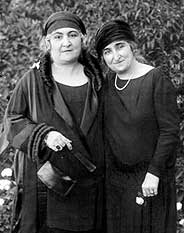
Huda Shaarawi con Safia Zaghlul

Hasta su muerte en 1947, Huda continuó dirigiendo la Unión Feminista Egipcia, publicando la revista feminista L'Égyptienne, siendo miembro de la Alianza Internacional de Mujeres por el sufragio y la igualdad ciudadana y representando a Egipto en los congresos de mujeres en Graz, París, Ámsterdam, Berlín, Marsella, Estambul, Bruselas, Budapest, Copenhague, Interlaken y Ginebra. Durante su activismo, la egipcia defendió la paz y el desarme y, pese a que únicamente algunas de sus demandas fueron escuchadas durante su vida,el legado de su movimiento ha permitido beneficios posteriores para las mujeres egipcias y árabes.

## Polémica
Sha'arawi estuvo implicada en proyectos filantrópicos durante toda su vida y consideraba que los proyectos de servicios sociales dirigidos por mujeres eran importantes por dos razones: primero, porque al comprometerse en tales proyectos, las mujeres ampliaban sus horizontes, adquirían conocimiento prácticos y dirigían su enfoque hacia el exterior; segundo, porque tales proyectos desafiarían la idea de que todas las mujeres son criaturas de placer y seres que necesitan protección. Sin embargo, el entorno acomodado en el que vivió y fue educada le dotó de una visión un tanto clasista de la vida de las mujeres pobres, pues las veía como receptoras pasivas de servicios sociales, sin ser consultadas acerca de las prioridades u objetivos. Los problemas de los pobres debían ser resueltos mediante actividades de caridad de los ricos, a través de donaciones a los programas de educación.  
Esta distinción entre ricos y pobres tampoco es ajena a los resultados desiguales de su lucha. Como recoge el epílogo de su mencionada autobiografía, Harem years, The memoirs of an Egyptian Feminist, dentro de la clase alta las barreras entre hombres y mujeres disminuyeron, y en el contexto de la clase de lucha feminista, las fronteras entre las mujeres se habían reducido, sin desaparecer.   
Otra polémica está directamente vinculada con el símbolo más reconocible de la considerada lucha feminista de Huda Sha'arawi, el velo. Su decisión de dejar de cubrirse con un velo formó parte de un movimiento más amplio de mujeres que estuvo liderado por la feminista franco-egipcia Eugénie Le Brun y que contó con el rechazo de otras intelectuales feministas como Malak Hifni Nasif. Sin embargo, las mujeres que siguieron su acción y dejaron de utilizar velo pertenecían fundamentalmente a la aristocracia egipcia, y este gesto no se extendió a otros grupos dado que las campesinas nunca se habían cubierto y aún no existía una burguesía notable en la comunidad egipcia de la época.      

## Reconocimientos póstumos
En junio de 2021 su historia fue recogida en la exposición "Divas" organizada por el Instituto del Mundo Árabe de París.